# Wilhelm Salzenberg
Wilhelm Salzenberg (* 20. Januar 1803 in Münster; † 23. Oktober 1887 in Vernex-Montreux, Schweiz) war ein deutscher Architekt des Historismus und Oberbaurat in der preußischen Bauverwaltung.

## Leben
Salzenberg war ein Schüler von Karl Friedrich Schinkel. Nach der 1822 in Münster erfolgreich absolvierten Prüfung arbeitete Salzenberg bis 1831 als Feldmesser bei der Militärbauverwaltung und beim Rheinisch-Westfälischen Kataster. Von 1832 bis 1834 studierte er an der Berliner Bauakademie, die er mit der Baumeisterprüfung abschloss. Danach arbeitete er als Architekt zunächst in der preußischen Bauverwaltung an verschiedenen Dienstorten. 1837 und 1838 war er Vorstandsmitglied des Architektenvereins zu Berlin, dem er bereits 1832 beigetreten war. Er arbeitete zunächst für 10 Jahre als Lehrer für Maschinenbau an der Allgemeinen Bauschule. 1858 wurde er zum Baurat in preußischen Diensten ernannt, 1862 erhielt er im preußischen Ministerium für Handel, Gewerbe und öffentliche Arbeiten den Titel „Geheimer Baurat“. Zwischen 1847 und 1867 reiste Salzenberg mehrmals nach Konstantinopel. Bei der Bauaufnahme der Hagia Sofia wurde Salzenberg 1851/1852 von Hermann Blankenstein unterstützt. Salzenberg veröffentlichte 1854 im Auftrag des Königs Friedrich Wilhelm IV. das Tafelwerk Alt-christliche Bauwerke von Constantinopel vom V. bis XII. Jahrhundert.
1855 verlieh das Royal Institute of British Architects Salzenberg eine silberne Medaille. Für den nach seinen Plänen erfolgten Umbau des Rathaussaales im Rathaus Münster wurde Salzenberg 1863 die Ehrenbürgerwürde der Stadt Münster verliehen.

## Bauten und Entwürfe
- 1828–1831: Bauleitung beim Bau der Ägidiikaserne für das Infanterie-Regiment Nr. 13 in Münster
- 1841: Rekonstruktion der Dorfkirche Hindenberg bei Lübbenau
- 1841/1842: Grabmal für Karl Friedrich Schinkel auf dem Dorotheenstädtischen Friedhof in Berlin
- 1860–1861: Rathaus Münster, Umbau des Rathaussaales und Dachgeschosses zu einem großen Saal mit Tonnengewölbe
- 1864 zusammen mit Adolf Lohse: Telegraphenamt in der Oberwallstraße in Berlin-Mitte

Das Gebäude mit Backsteinfassade und „deutlichen Anklängen an die Bauakademie“ wurde 1877/1878 von Carl Schwatlo durch einen Bau mit Sandsteinfassade zur Jägerstraße erweitert.
- 1867–1870: Katholische Propsteikirche St. Peter und Paul in Potsdam
- 1868–1875: Evangelische Christophoruskirche in Bad Gastein[5]
- 1871–1877: Rekonstruktion des Klosters Lehnin
- 1859, 1868, 1871, 1881–1882: Entwürfe für Umbau der Dorfkirche Herzberg

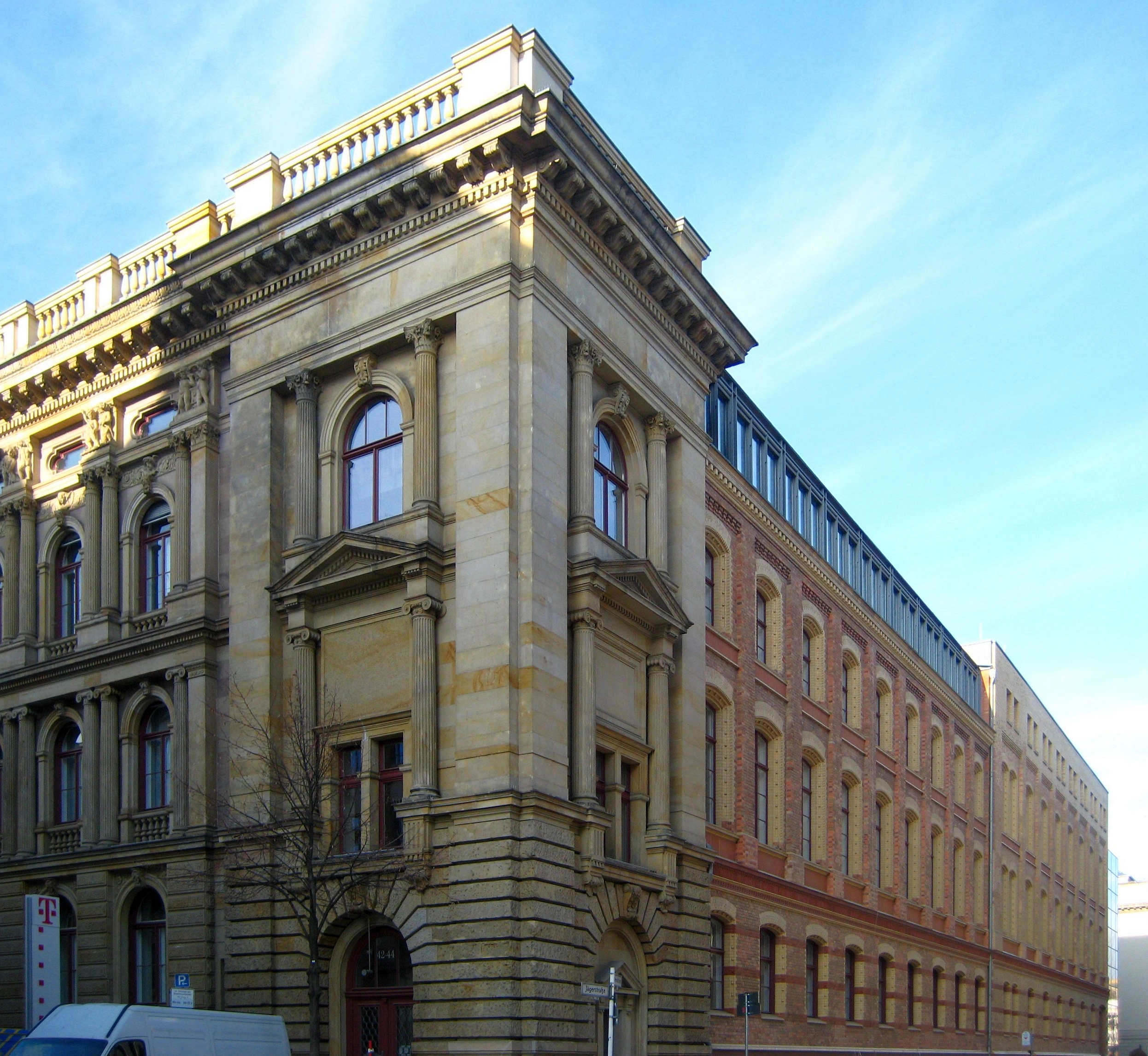
Telegraphenamt in Berlin (rechter Gebäudeteil)
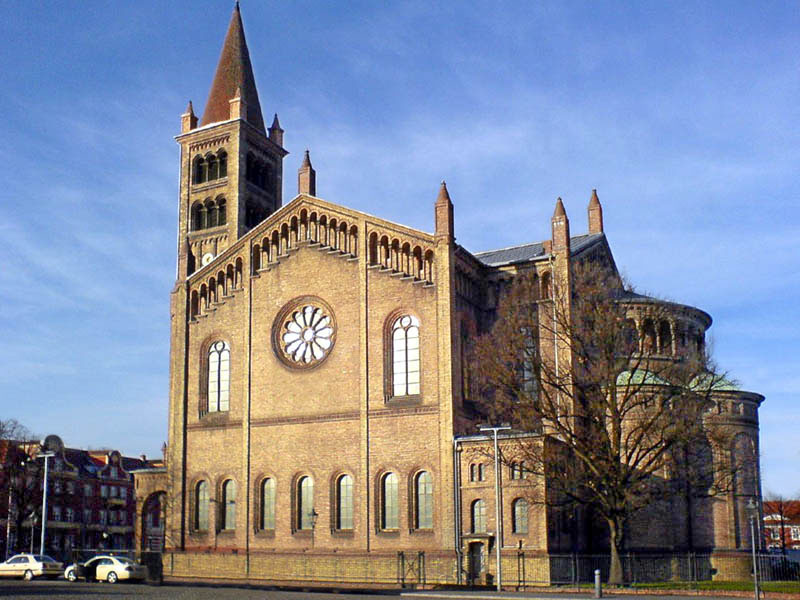
St. Peter und Paul in Potsdam
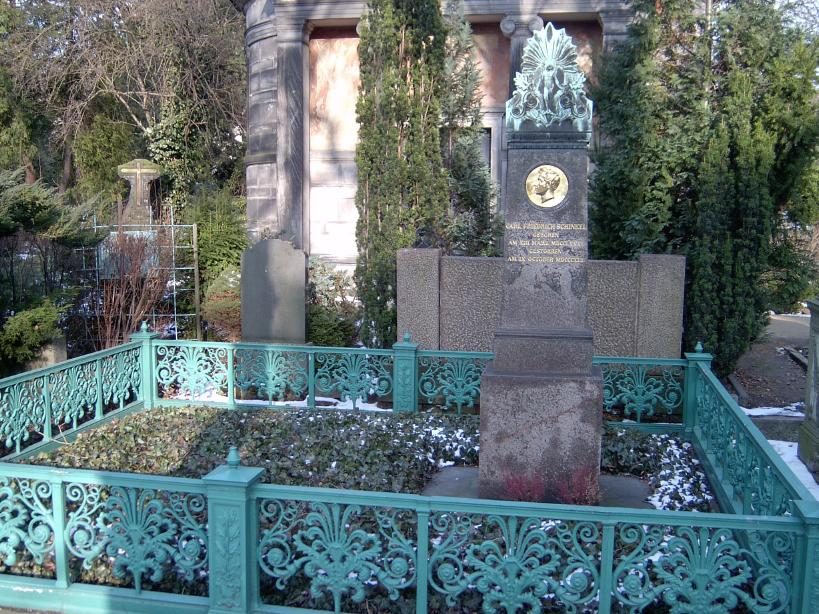
Grabmal für Karl Friedrich Schinkel in Berlin
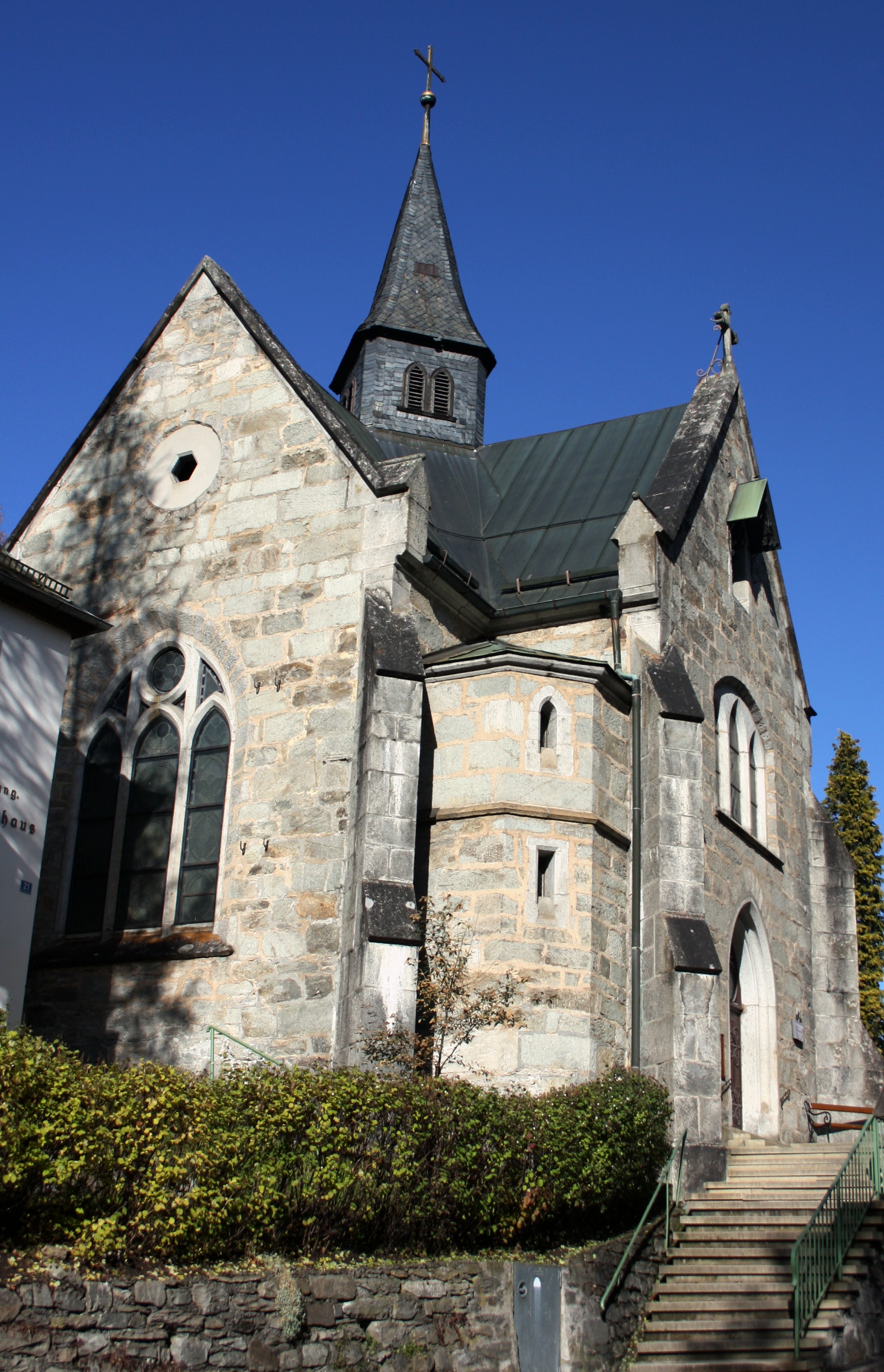
Christophoruskirche Bad Gastein

## Veröffentlichungen
- Architektonisches Album. (redigiert vom Architekten-Verein zu Berlin durch Stüler, Knoblauch, Salzenberg, Strack) Potsdam 1840–1849.
- Alt-christliche Baudenkmale von Constantinopel vom V. bis XII. Jahrhundert. (herausgegeben vom Königlichen Ministerium für Handel, Gewerbe und öffentliche Arbeiten) Ernst & Korn, Berlin 1854 (digi.ub.uni-heidelberg.de).
- Vorträge über Maschinenbau. Berlin 1842.